# Aubinger Tunnel

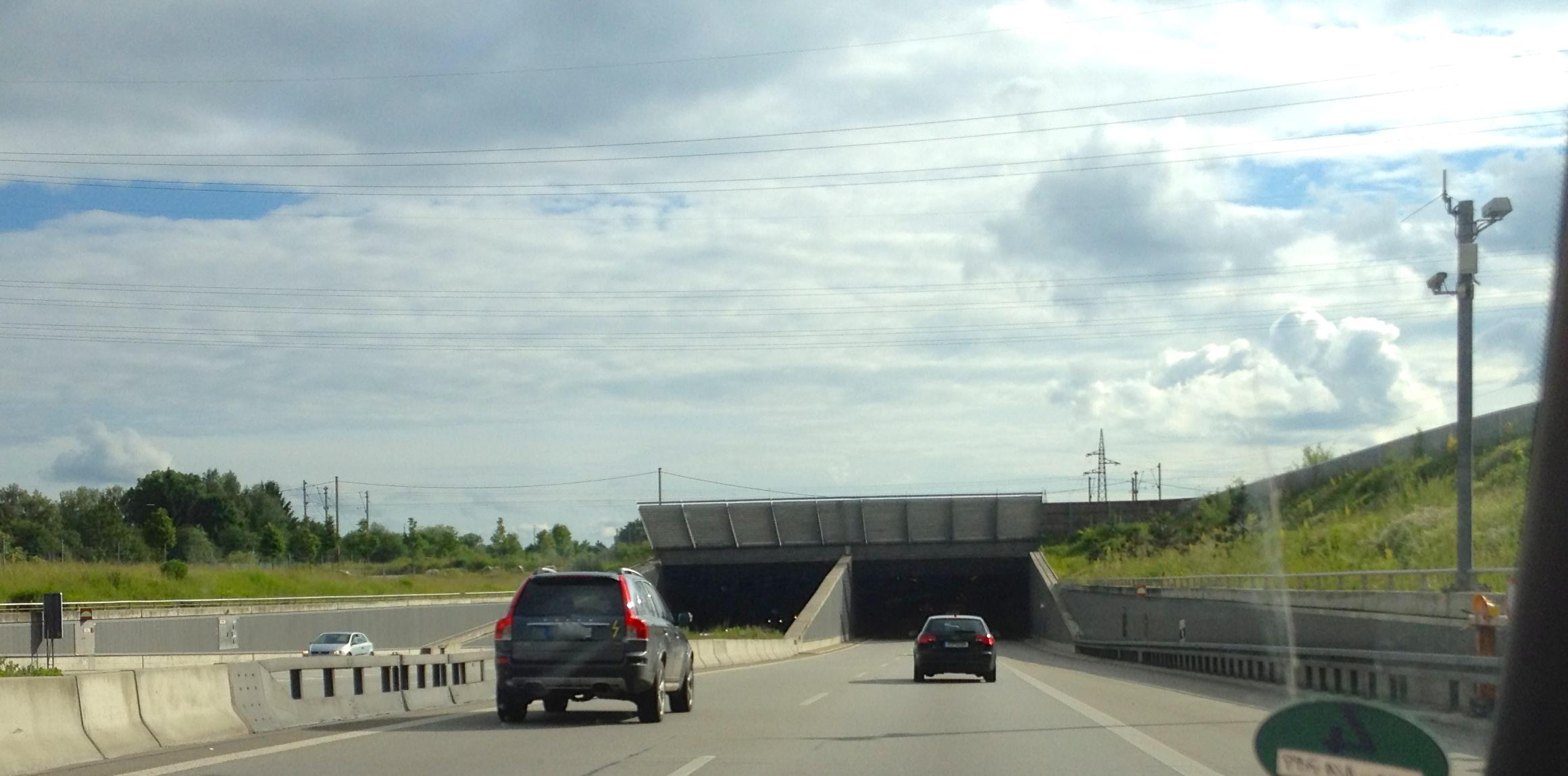
Aubinger Tunnel – Einfahrt aus Richtung Norden

Der Aubinger Tunnel ist ein Autobahntunnel der A 99 (Münchner Autobahnring), der dem Lärmschutz der angrenzenden Wohngebiete dient. Der Name leitet sich vom Münchner Stadtteil Aubing ab, in dem er verläuft. Mit 1935 Metern Länge ist er einer der längsten Autobahntunnel Bayerns, hinzu kommen die beiden Einfahrtsrampen mit 200 und 300 m Länge. Er verläuft von nordöstlicher in südwestliche Richtung zwischen den Autobahnanschlussstellen München-Lochhausen im Nordosten und Germering Nord im Süden. Der fast ganz gerade verlaufende Tunnel liegt somit im Norden und Westen des alten Aubinger Ortskerns. Ein Teil der heutigen Aubinger Bebauung liegt nördlich des Tunnels.

## Baubeschreibung
Der Tunnel wurde von 2002 bis 2005 durch die Arbeitsgemeinschaft Berger Bau GmbH und Porr Technobau GmbH gebaut. Er unterquert neben drei Straßen auch die Bahnstrecken München–Augsburg sowie München–Buchloe, die jeweils an den Enden des Tunnels liegen. Zum Tunnel gehören auch ein Betriebsgebäude, zwei Pumpstationen und sechs Fluchttunnel. Insgesamt wurden 170.000 m³ Beton und 18.000 t Stahl verbaut.
Ein besonderes Problem war das reichlich vorhandene Grundwasser in dieser Gegend, das im Mittel bereits 1 m unter der Oberfläche begann und in nördliche Richtung strömte.
Der Tunnel wurde in offener Bauweise erstellt, mit einem Dach versehen und bis zu ein Meter hoch mit Erde bedeckt.
Rauchdichte Fluchttüren erlauben bei einem Brand den Durchgang in die getrennte Röhre der Gegenfahrbahn. Alle 600 Meter sind Notausgänge nach draußen angelegt, alle 150 Meter finden sich Löschwassernischen zur Brandbekämpfung.
Von der Bautechnik her lassen sich drei Abschnitte unterscheiden: Eine nördliche „Tunneltieflage“ (1150 m lang), eine zentrale Hochlage (500 m) und eine südliche Tieflage (350 m). In der zentralen Hochlage war eine Betonsohle als wasserdichter Boden nicht erforderlich, da das Grundwasser hier tief genug war. In den Tieflagen wurde hingegen eine Sohle eingebaut. Hier war die Erdbedeckung auch als Gewichtsauflage erforderlich, um den statischen Auftrieb der in das Grundwasser hinein ragenden Tunnelröhre auszugleichen. Der Tunnel vermittelt heute den Eindruck eines bepflanzten Walls mit Fahrrad- und Fußgängerweg. Im Rahmen der 1000-Jahr-Feier der ersten urkundlichen Erwähnung Aubings wurde hier der Aubinger Geschichtspfad mit Infotafeln zu bedeutenden Ereignissen eröffnet.

## Sicherheitstechnik
Die im Tunnel seit März 2008 in beiden Fahrtrichtungen betriebene fest installierte Geschwindigkeitsüberwachung erfolgt, ohne dass Autofahrer davon etwas bemerken. Die gemessenen Daten werden direkt elektronisch an die Verkehrspolizeiinspektion Fürstenfeldbruck weitergeleitet. Allein in den ersten beiden Betriebswochen wurden 2500 Autofahrer registriert, die die zulässigen 80 km/h überschritten.
Anfang 2012 waren es 1500 bis 2000 Geschwindigkeitsverstöße pro Monat, nur noch ein Drittel so viel wie fünf Jahre zuvor. Bei 220.000 Autos pro Werktag fährt also nur ein kleiner Anteil zu schnell. Die zuständige Verkehrspolizeiinspektion sieht hierin einen wichtigen Grund für die niedrige Anzahl von Unfällen von nur etwa 30 pro Jahr. Schwere Karambolagen kamen bis Mai 2012 keine vor.
Eine weitere Sicherheitsmaßnahme ist die automatische Höhenkontrolle per Lichtschranke an den Einfahrten. Diese schlägt etwa zwei- bis dreimal pro Woche an (Stand Mai 2012), worauf der Tunnel mit roten Ampeln und Schranken am Eingang geschlossen wird. Erst nach Kontrolle vor Ort durch eine Streife wird der Tunnel wieder freigegeben, eine so verursachte Sperrung kann 20 Minuten dauern.
Im Tunnel selbst sind alle 100 Meter Kameras montiert, die eine Live-Überwachung ermöglichen. Dadurch kann die Polizei rasch auf liegen gebliebene Autos oder andere Störungen reagieren. Weitere Überwachungsmaßnahmen sind eine durchgehende Messung des Kohlenmonoxid-Gehalts der Luft, der Helligkeit und der Luftgeschwindigkeit. Durch gezielte Steuerung der Luftzufuhr kann eine optimale Sicht erreicht werden. Auf Grund des Bündels an Maßnahmen sowie der baulichen Gegebenheiten gilt der Aubinger Tunnel als einer der sichersten Europas.